# 巴彥阿烏爾國家公園
50°49′0″N 75°40′0″E / 50.81667°N 75.66667°E

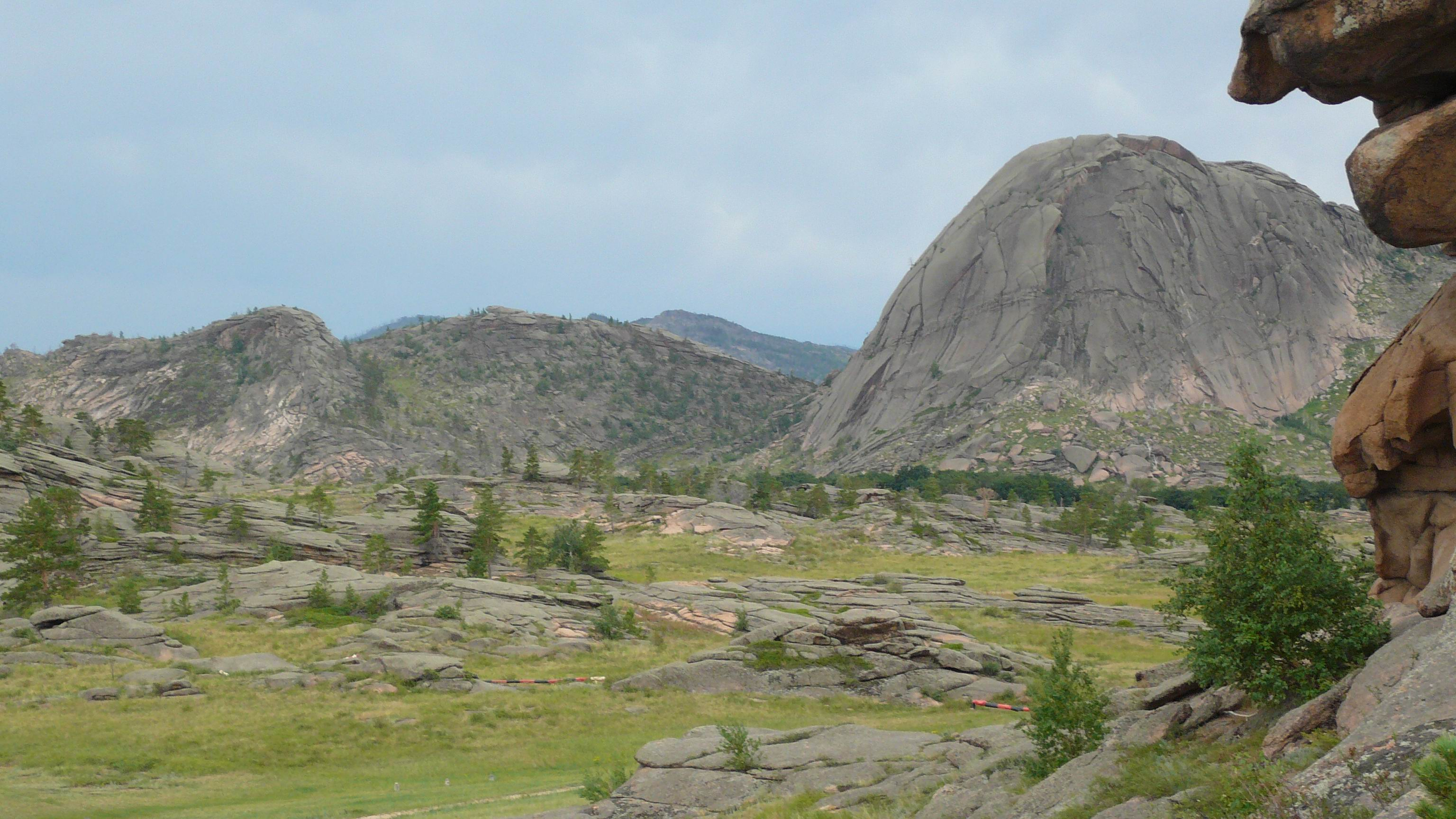

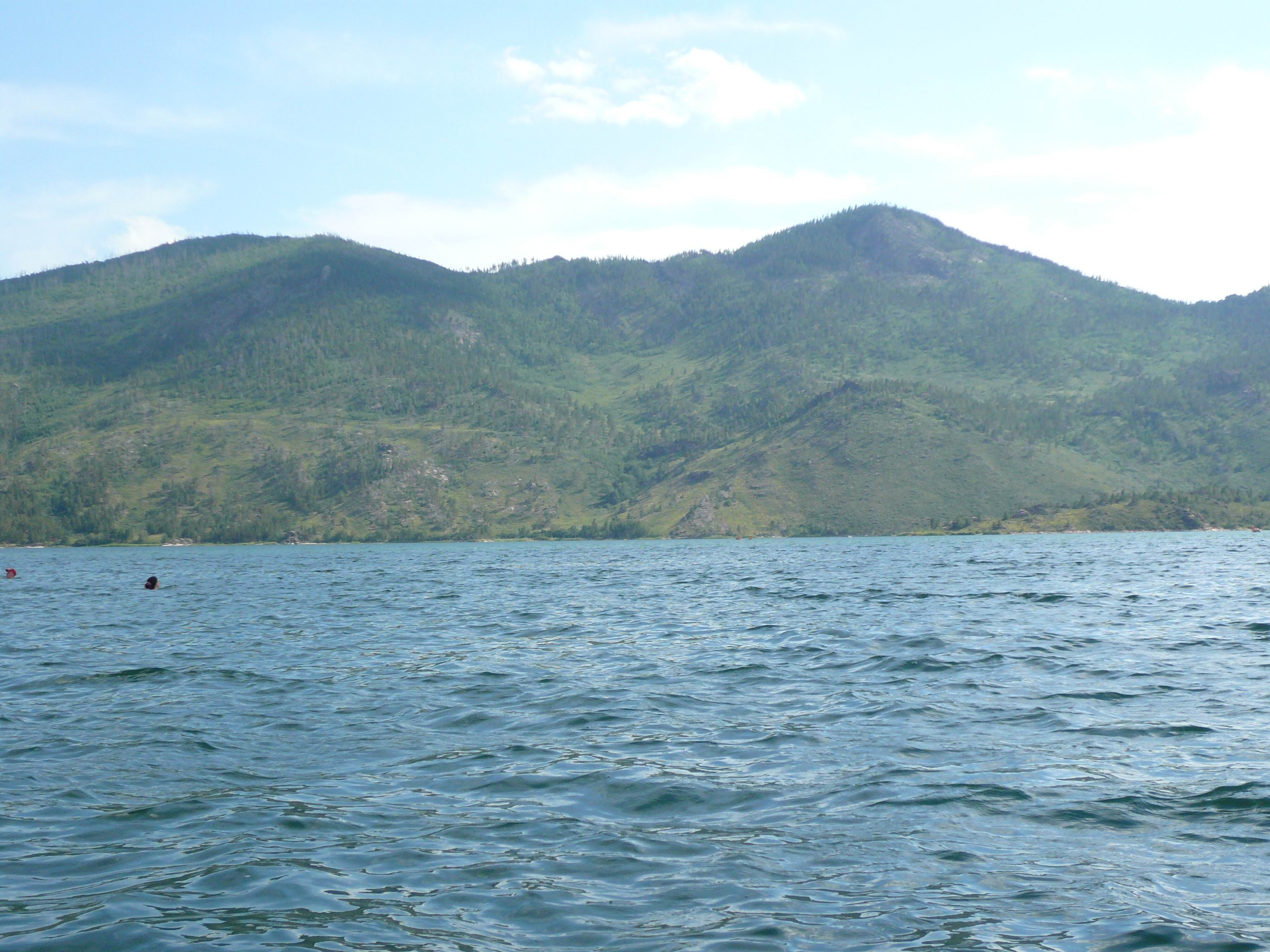

巴彥阿烏爾國家公園是哈薩克的國家公園，位於該國東北部巴甫洛達爾州，處於哈薩克丘陵，成立於1985年8月12日，面積685平方公里，每年平均降雨量340毫米。